# Кочкорево
Кочкорево — деревня в Ступинском районе Московской области в составе Городского поселения Малино (до 2006 года — входила в Дубневский сельский округ). На 2016 год в Кочкорево 1 улица и 3 переулка, деревня связана автобусным сообщением с райцентром и соседними населёнными пунктами. Впервые в исторических документах селение упоминается в 1577 году, как Кочькурово, современное название — с 1774 года. В 1888 году в деревне была построена часовня, не сохранившаяся до наших дней.

## Население
| 2002 | 2006 | 2010 |
| ---- | ---- | ---- |
| 26   | ↘11  | ↘9   |

Кочкорево расположено на востоке центральной части района, на суходоле, высота центра деревни над уровнем моря — 179 м. Ближайший населённый пункт Бортниково — примерно в 1,3 км на юго-восток.